# Phelotrupes denticulatus
Phelotrupes denticulatus är en skalbaggsart som beskrevs av Antoine Boucomont 1905. Phelotrupes denticulatus ingår i släktet Phelotrupes och familjen tordyvlar. Inga underarter finns listade i Catalogue of Life.